# Tron Theatre
Le Tron Theatre est un théâtre situé à Glasgow, en Écosse.
Il est établi au coin de Trongate et de Chisholm Street, dans ce qui était autrefois la collégiale Notre-Dame et Sainte-Anne (en) dans le quartier de Merchant City à Glasgow. Son clocher se dresse toujours à côté du théâtre.

## Activités
Abritant la Tron Theatre Company, c'est une maison de production d'œuvres théâtrales contemporaines qui sert également de maison de réception pour un programme de visite de théâtre, de comédie et de musique d'Écosse, du Royaume-Uni et de l'étranger. Son département d'éducation et de sensibilisation propose une gamme d'activités allant d'ateliers de théâtre pour enfants et jeunes à l'écriture créative pour adultes et également des opportunités de développement professionnel pour étudiants et praticiens du théâtre.

## Histoire
L'actuelle Tron Theatre Company a commencé à exister sous le nom de Glasgow Theatre Club en 1978, créé par Joe Gerber, Tom Laurie et Tom McGrath. En 1980, le Club a repris la quasiment abandonnée Tron Kirk, qui avait été construite en 1795 par James Adam, remplaçant le Close Theater détruit dans les Gorbals, le lieu précédent du club. 
Le théâtre a ouvert ses portes le 10 mai 1981 et, deux jours plus tard, la première saison de courtes pièces de théâtre s'est ouverte avec une production d'Une petite musique de nuit, mise en scène par Ida Schuster-Berkeley, dans le bar victorien.
Une manifestation distincte antérieure fut le Tron Theatre Club de courte durée de R. F. Pollock, actif vers 1929-1932. La vision de Pollock était de développer un style de jeu écossais distinct en utilisant des principes similaires à ceux développés par Konstantin Stanislavski. L'une des réalisations de l'entreprise a été la production de The Master Builder (Solness le constructeur) d'Ibsen. L'acteur Duncan Macrae a commencé sa carrière avec le Tron Theatre Club de Pollock. Le groupe amateur s'est dispersé en 1932, se divisant en trois nouveaux groupes distincts. Ceux-ci comprenaient le Curtain Theatre et le Dumbarton People's Theatre.